# Вольфганг Штренгер
Вольфганг Штренгер (нім. Wolfgang Strenger; 9 лютого 1919, Штайнау — ?) — німецький офіцер-підводник, оберлейтенант-цур-зее крігсмаріне.

## Біографія
9 жовтня 1937 року вступив на флот. В 1939 році відряджений в морську авіацію. В серпні 1941 року переданий в розпорядження головнокомандування ВМС «Схід». З жовтня 1941 року служив в дивізіоні корабельних гармат торпедних катерів і есмінців. В березні-вересні 1942 року пройшов курс підводника. З вересня 1942 року — 1-й вахтовий офіцер на підводному човні U-553. В січні-лютому 1943 року пройшов курс командира човна. З лютого 1943 по лютий 1944 року — командир U-10. В лютому-травні 1944 року — командир з'єднання R-катерів 21-ї флотилії підводних човнів. З 15 червня 1944 по 9 березня 1945 року — командир U-1023. З березні переданий в розпорядження 5-ї флотилії, проте більше не отримав призначень.

## Звання
- Кандидат в офіцери (9 жовтня 1937)
- Морський кадет (28 червня 1938)
- Фенріх-цур-зее (1 квітня 1939)
- Оберфенріх-цур-зее (1 березня 1940)
- Лейтенант-цур-зее (1 травня 1940)
- Оберлейтенант-цур-зее (1 квітня 1942)